# جيسيكا آشوود
جيسيكا آشوود (بالإنجليزية: Jessica Ashwood) (28 أبريل 1993 – ) هي سبّاحة، من أستراليا، مثّلت بلادها في الألعاب الأولمبية الصيفية 2012، ودورة ألعاب الكومنولث 2018 ‏، والسباحة في الألعاب الأولمبية الصيفية 2016، ودورة ألعاب الكومنولث 2014.

## وصلات خارجية
- جيسيكا آشوود على موقع الاتحاد الدولي للسباحة (الإنجليزية)
- جيسيكا آشوود على موقع SwimRankings.net (الإنجليزية)
- جيسيكا آشوود على موقع اللجنة الأولمبية الدولية (الإنجليزية)
- جيسيكا آشوود على موقع أوليمبيديا (الإنجليزية)
- جيسيكا آشوود على موقع اللجنة الأولمبية الأسترالية (الإنجليزية)
- جيسيكا آشوود على موقع اتحاد ألعاب الكومنولث (مؤرشف) (الإنجليزية)
- جيسيكا آشوود على موقع دورة ألعاب الكومنولث 2014 (مؤرشف) (الإنجليزية)